# Téléphone
Téléphone foi uma Banda de rock francesa formada em 1976 por Jean-Louis Aubert (vocal/guitarra), Louis Bertignac (guitarra/vocal), Corine Marienneau (baixo/vocal) e Richard Kolinka (bateria).
O seu primeiro álbum foi lançado em 1977; até o fim da década eles foram considerados entre as maiores bandas de rock francesas, tendo aberto shows de The Rolling Stones em Paris, Quebec, Estados Unidos da América e Japão. A banda se separou em 1986 por razões pessoais.
Entre suas canções mais conhecidas estão  "Hygiaphone", "Métro c'est trop", "La bombe humaine", "Argent trop cher", "Ça (C'est vraiment toi)", "Cendrillon", "New York avec toi" e "Un autre Monde".

## Discografia

### Álbuns de estúdio
- Téléphone (1977) - Aputas nna, Sur La Route, Dans Ton Lit, Le Vaudou, Téléphomme, Hygiaphone, Métro c'est Trop, Prends Ce Que Tu Veux, Flipper
- Crache Ton Venin (1979) - Crache Ton Venin, Faits Divers, J'suis Parti De Chez Mes Parents, Facile, La Bombe Humaine, J'sais Pas Quoi Faire, Ne Me Regarde Pas / Regarde Moi, Un Peu De Ton Amour, Tu Vas Me Manquer
- Au Cœur De La Nusit (1980) - Au Cœur De La Nuit, Ploum Ploum, Pourquoi N'essaies-Tu Pas ?, Seul, Laisse Tomber, Un Homme + Un Homme, Les Ils Et Les Ons, Argent Trop Cher, Ordinaire, 2000 Nuits, Fleur De Ma Ville, La Laisse, Le Silence
- Dure Limite (1982) - Dure Limite, Ça (C'est Vraiment Toi), Jour Contre Jour, Ex-Robin Des Bois, Le Chat, Serrez, Le Temps, Cendrillon, Juste Un Autre Genre, Ce Soir Est Ce Soir
- Un autre monde (1984) - Les Dunes, New York Avec Toi, Loin De Toi (Un peu trop loin), 66 Heures, Ce Que Je Veux, Le Garçon D'ascenseur, Oublie Ça, T'as Qu'ces Mots, Le Taxi Las, Electric-Cité, Un Autre Monde

### Álbuns ao vivo
- Le Live (1986) - Au cœur de la nuit, Fait divers, Dure limite, Un peu de ton amour, La bombe humaine, Cendrillon, New York avec toi, Electric Cité, Le Taxi las, Juste un autre genre, Ce que je veux, Argent trop cher, Ça (c'est vraiment toi), Un autre monde, Hygiaphone, Fleur de ma ville
- Paris 81 (2000) - Crache ton venin, Faits divers, Au cœur de la nuit, Ploum ploum, Fleur de ma ville, Argent trop cher, Ordinaire, La bombe humaine, Laisse Tomber, Seul, Téléphomme, Hygiaphone, Tu vas me manquer, Le Silence